# В мене своя дорога
«В мене своя дорога» (англ. I'm on My Way) — американська короткометражна кінокомедія 1919 року з Гарольдом Ллойдом в головній ролі.

## Сюжет
Гарольд збирається одружитися. Але випадкове знайомство з дружиною сусіда і його сімейством, схоже, перетворюється на проблему.

## У ролях
- Гарольд Ллойд — хлопець
- Снуб Поллард — сусід
- Бібі Данієлс
- Семмі Брукс
- Вільям Гіллеспі
- Лью Гарві
- Бад Джеймісон
- Ді Лемптон
- Джеймс Моррісон
- Мері Москіні